# Горшков, Артём Николаевич
Артём Николаевич Горшков (род. 4 августа 2003, Москва) — российский хоккеист, нападающий.

## Биография
Занимался в хоккейных школах «Олимпиец» (Балашиха, до 2014, 2015—2016, 2018—2020), «Русь» (Москва, 2014—2015), «Витязь» Подольск (2016—2018). В сезоне 2020/21 дебютировал в команде системы «Салавата Юлаева» «Толпар» из МХЛ. С сезона 2023/24 также стал выступать в команде «Торос» из ВХЛ. 21 сентября 2024 года в гостевом матче против «Локомотива» (3:2 ОТ) дебютировал в КХЛ за «Салават Юлаев».